# Lates stappersii
Lates stappersii es una especie de pez del género Lates, familia Latidae, orden Perciformes. Fue descrita científicamente por Boulenger en 1914.
Es una especie inofensiva para el ser humano y comercializada en pesquerías.

## Descripción
La longitud estándar es de 45 centímetros.

## Distribución
Se distribuye por África: endémica del lago Tanganica.